# Alessandro Blasi
Alessandro Blasi (Trieste, 22 marzo 1992) è un pallavolista italiano.
Gioca nel ruolo di palleggiatore nella Trentino Volley.

## Carriera
La carriera di Alessandro Blasi inizia nelle giovanili dell'AdriaVolley Trieste, squadra dove milita dal 2006 al 2008: nella stagione 2008-09 entra a far parte del club federale del Club Italia, con cui disputa per due annate il campionato di Serie B1; è inoltre in questo periodo che fa parte sia della nazionale Under-19 che quella Under-20 italiana.
Nella stagione 2010-11 è ancora in Serie B1 con l'Universal Pallavolo Carpi, per esordire poi nella pallavolo professionistica nell'annata 2011-12 quando viene ingaggiato dal Volley Milano, in Serie A2, categoria dove resta anche per il campionato successivo vestendo però la maglia del Volley Brolo.
Nella stagione 2013-14 viene acquistato dal BluVolley Verona, in Serie A1, dove resta per due annate, prima di tornare nuovamente in Serie B1 nella stagione 2015-16, per giocare con l'Olimpia Pallavolo di Bergamo.
Nell'annata 2016-17 è acquistato dalla Trentino Volley, nella massima divisione italiana.